# Færøernes Kommando
Færøernes Kommando (FRK) i Mjørkadalur på Streymoy var en niveau II kommandomyndighed i det danske forsvar og var underlagt Søværnets Operative Kommando. Dens opgave var at varetage rigsfællesskabets suverænitet ved at overvåge farvandene og luftrummet omkring Færøerne. Kommandoen løste endvidere opgaver som fiskeriinspektion, søredningstjeneste, patienttransport og andre opgaver af samfundsmæssig karakter. Den sidste chef var kommandør Per Starklint. Færøernes Kommando blev pr. 31. oktober 2012 fusioneret med Grønlands Kommando til Arktisk Kommando.

## Historie
Færøernes Marinedistrikt blev oprettet den 5. september 1951 i Tórshavn.
Den 1. juni 1961 ændrede distriktet navn til Færøernes Kommando, og samme dato blev Marinestation Thorshavn oprettet som myndighed.
I 1963 blev Marinestationen på Hoyvíksvegur 58 bygget og blev det nye hjemsted for Færøernes Kommando, som indtil 1979 bestod af kommandomyndigheden (Færøernes Kommando), Marinestation Thorshavn og Flåderadio Thorshavn. Siden sammenlægningen i 1979 har Færøernes Kommando været det fælles myndighedsnavn.
Den 1. januar 2001 oprettedes den nye niveau II myndighed, som blev benævnt Færøernes Kommando.
2. juli 2002 afholdtes en ceremoni, hvor Dannebrog blev nedhalet for sidste gang på Marinestationen. Nøglen til bygningerne blev herefter overrakt til Tórshavns borgmester. Den endelige udflytning var en realitet og Mjørkadalur det nye hjemsted for Færøernes Kommando.
Fra Mjørkadalur styredes det i 1963 oprettede NATO radaranlæg ved Sornfelli i 749 meters højde. Radarstationen var et led i forsvaret af den nordlige polarkreds. Radaranlægget blev stoppet ved en lille ceremoni den 1. januar 2007 efter mere end 40 år.
Det er tilladt for civile at færdes på fjeldvejen op til radaranlægget, hvorfra der er panoramaudsigt over Færøerne.